# Zygogeomys trichopus
Zygogeomys trichopus là một loài động vật có vú trong họ Geomyidae, bộ Gặm nhấm. Loài này được Merriam mô tả năm 1895.